# Danbury (Carolina del Nord)
Danbury és una població dels Estats Units i seu del comtat de Stokes a l'estat de Carolina del Nord. Segons el cens del 2000 tenia 108 habitants.

## Demografia
Segons el cens del 2000, Danbury tenia 108 habitants, 47 habitatges i 32 famílies. La densitat de població era de 66,2 habitants per km².
Dels 47 habitatges en un 29,8% hi vivien nens de menys de 18 anys, en un 57,4% hi vivien parelles casades, en un 12,8% dones solteres, i en un 29,8% no eren unitats familiars. En el 29,8% dels habitatges hi vivien persones soles el 19,1% de les quals corresponia a persones de 65 anys o més que vivien soles. El nombre mitjà de persones vivint en cada habitatge era de 2,3 i el nombre mitjà de persones que vivien en cada família era de 2,79.
Per edats la població es repartia de la següent manera: un 22,2% tenia menys de 18 anys, un 4,6% entre 18 i 24, un 26,9% entre 25 i 44, un 30,6% de 45 a 60 i un 15,7% 65 anys o més.
L'edat mediana era de 44 anys. Per cada 100 dones de 18 o més anys hi havia 82,6 homes.
La renda mediana per habitatge era de 45.000 $ i la renda mediana per família de 44.688 $. Els homes tenien una renda mediana de 31.250 $ mentre que les dones 25.938 $. La renda per capita de la població era de 26.053 $. Entorn del 9,7% de les famílies i l'11,2% de la població estaven per davall del llindar de pobresa.

## Poblacions més properes
El següent diagrama mostra les poblacions més properes.